# April Kubishta
April Kubishta (ur. 5 lipca 1985) – amerykańska lekkoatletka specjalizująca się w skoku o tyczce.

## Osiągnięcia
- medalistka mistrzostw NCAA, w tym złoto podczas mistrzostw na stadionie w 2007[1]

## Rekordy życiowe
- skok o tyczce (stadion) – 4,41 (2013)
- skok o tyczce (hala) – 4,45 (2013)